# ხ
ხ（グルジア語: ხანი、/xanɪ/または/χanɪ/）は、現行のグルジア文字の31番目の文字（正書法改正前は34番目）である。

## 使用
ジョージア語では無声軟口蓋摩擦音[x]または無声口蓋垂摩擦音[χ]を表す。記数法では数値6000を表す。
ジョージア国内のラズ語でも使用されている。トルコ国内で使用されているラズ語ラテン・アルファベットの「X」に対応する。アブハズ語（1937年から1954年まで）およびオセット語（1938年から1954年まで）のグルジア文字表記法でも使用されていたが、現在はキリル文字が主に使われ、「Х」と記される。
ジョージア語のラテン文字化では「X」または「Kh」と記す。グルジア語の点字では記号⠓（U + 2813）となる。

## 字形
| アソムタヴルリ | ヌスフリ | ムヘドルリ | ムタヴルリ |
| -------------- | -------- | ---------- | ---------- |
|                |          |            |            |

## 符号位置
| 文字 | Unicode | JIS X 0213 | 文字参照          | 備考           |
| ---- | ------- | ---------- | ----------------- | -------------- |
| Ⴞ    | U+10BE  | -          | &#x10BE; &#4286;  | アソムタヴルリ |
| ⴞ    | U+2D1E  | -          | &#x2D1E; &#11550; | ヌスフリ       |
| Ხ    | U+1CAE  | -          | &#x1CAE; &#7342;  | ムタヴルリ     |
| ხ    | U+10EE  | -          | &#x10EE; &#4334;  | ムヘドルリ     |